# Harvey Mudd College
Harvey Mudd College (HMC) es una universidad privada de artes liberales en Claremont, California, centrada en la Ciencia y la Ingeniería. Forma parte de los Claremont Colleges, que comparten campus y recursos. En 2021, la universidad contaba con 902 estudiantes universitarios y otorgaba el título de Bachiller en Ciencias. La admisión en Harvey Mudd es altamente competitiva, y la universidad mantiene una cultura académica competitiva.
La universidad fue financiada por los amigos y la familia de Harvey Seeley Mudd, uno de los inversores iniciales de la Cyprus Mines Corporation. Aunque participó en la planificación de la nueva institución, Mudd murió antes de su apertura en 1955. El campus fue diseñado por Edward Durell Stone en un estilo modernista brutalista.

## Historia
El Harvey Mudd College se fundó en 1955. Las clases comenzaron en 1957 con una clase de 48 estudiantes, 7 profesores y un edificio - el pabellón Mildred E. Mudd. Las clases y las comidas tenían lugar en el Claremont Men's College (Claremont McKenna College), y los laboratorios en el Edificio de Ciencias Baxter hasta que se pudieron construir edificios adicionales: Edificio de Ciencias Jacobs (1959), Pabellón Thomas-Garett (1961) y Centro del Campus Platt (1963). En 1966, el campus contaba con 283 estudiantes y 43 profesores.
Bajo la presidencia de Maria Klawe a partir de 2006, Harvey Mudd se convirtió en uno de los principales defensores de las Mujeres en campos de CTIM en la educación superior.
En abril de 2017, se cancelaron todas las clases durante dos días en respuesta a las tensiones en el campus por la carga de trabajo, los problemas raciales y la desconfianza en el profesorado. Entre los sucesos que contribuyeron a ello se incluyen las muertes de dos estudiantes de Mudd y un estudiante de Scripps ese año y la filtración del Informe Wabash sobre la enseñanza, el aprendizaje y la carga de trabajo en Mudd.
El 1 de julio de 2023, Harriet Nembhard se convirtió en la sexta presidenta del Harvey Mudd College.

## Campus
Los edificios originales del campus, diseñados por Edward Durell Stone y terminados en 1959, presentan "cuadrados nudosos de hormigón que los estudiantes de Harvey Mudd llaman cariñosamente "verrugas" y utilizan como ganchos para monopatines". La mascota no oficial de la escuela "Wally the Wart" es una verruga de hormigón antropomórfica.

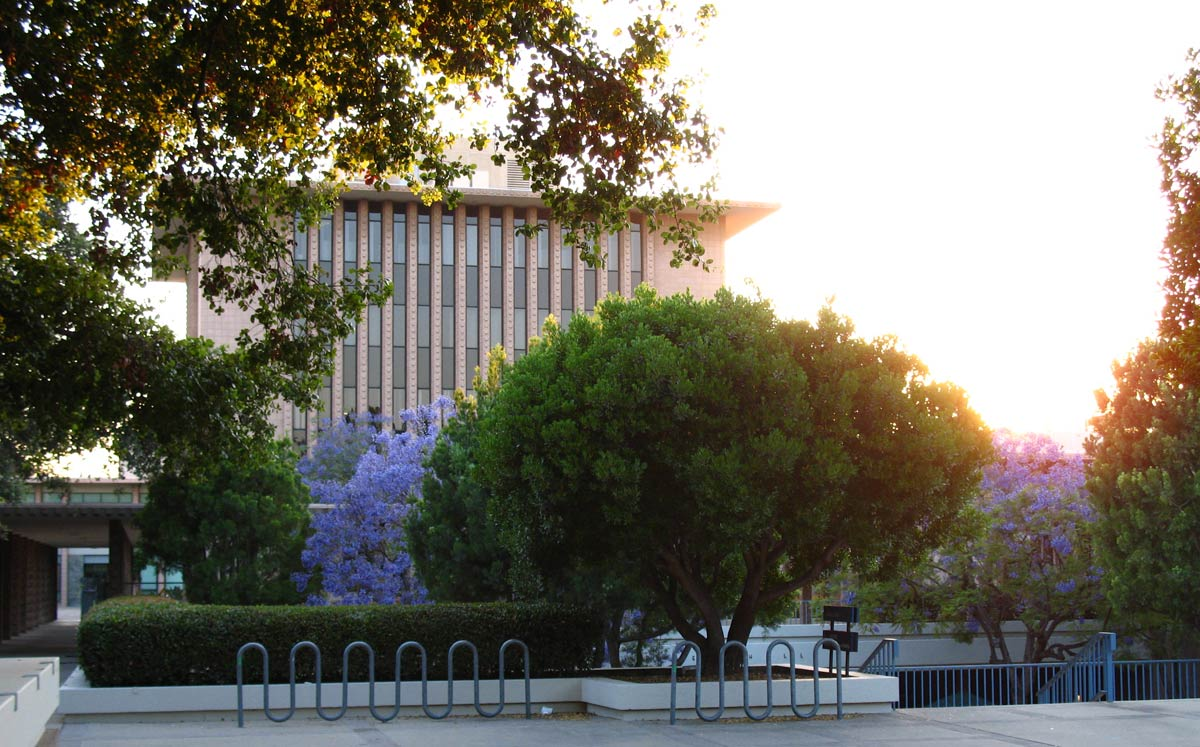
Antigua Biblioteca Conmemorativa Norman F. Sprague

En 2013, Travel and Leisure nombró a la universidad como uno de los "campus universitarios más feos de Estados Unidos" y señaló que, aunque Stone consideraba su diseño como una "obra maestra modernista", el resultado era "la superposición de edificios monótonos y de losas con decoración Beaux-Arts."

### Edificios académicos
Los nombres oficiales de los edificios académicos del Harvey Mudd College son:

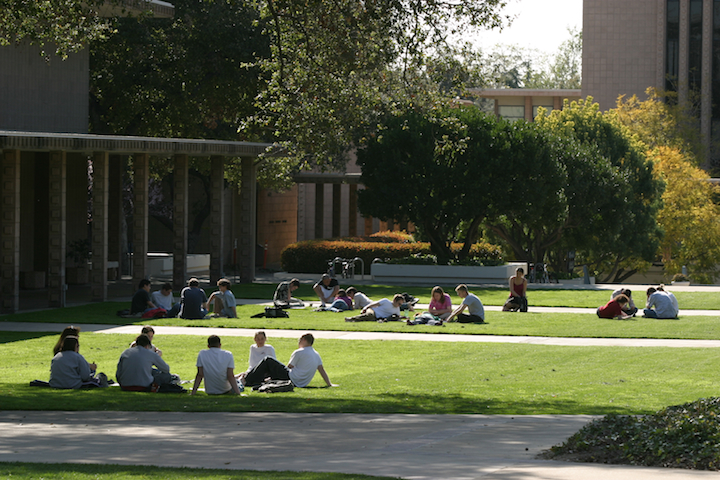
Clases al aire libre en Harvey Mudd

- Centro de Ciencias F.W. Olin ("Olin") - 1992
- Edificio de Ingeniería Parsons ("Parsons") - 1972
- R. Centro Michael Shanahan para la Enseñanza y el Aprendizaje ("Shan") - 2013[14]
- Centro de Ciencias Jacobs ("Jacobs") - 1959
- Laboratorios W.M. Keck ("Keck")
- Centro de Informática Scott A. McGregor ("Greg") - 2021[15]

### Dormitorios
Los nombres oficiales de los dormitorios del Harvey Mudd College son (enumerados por orden de construcción):
- Mildred E. Mudd Hall ("Este") - 1957
- Vista del campus central, desde la Antigua Biblioteca Conmemorativa Norman F. SpraguePabellón Oeste ("West") - 1958
- Pabellón Norte ("North") - 1959
- Residencia Marks ("Sur") - 1968

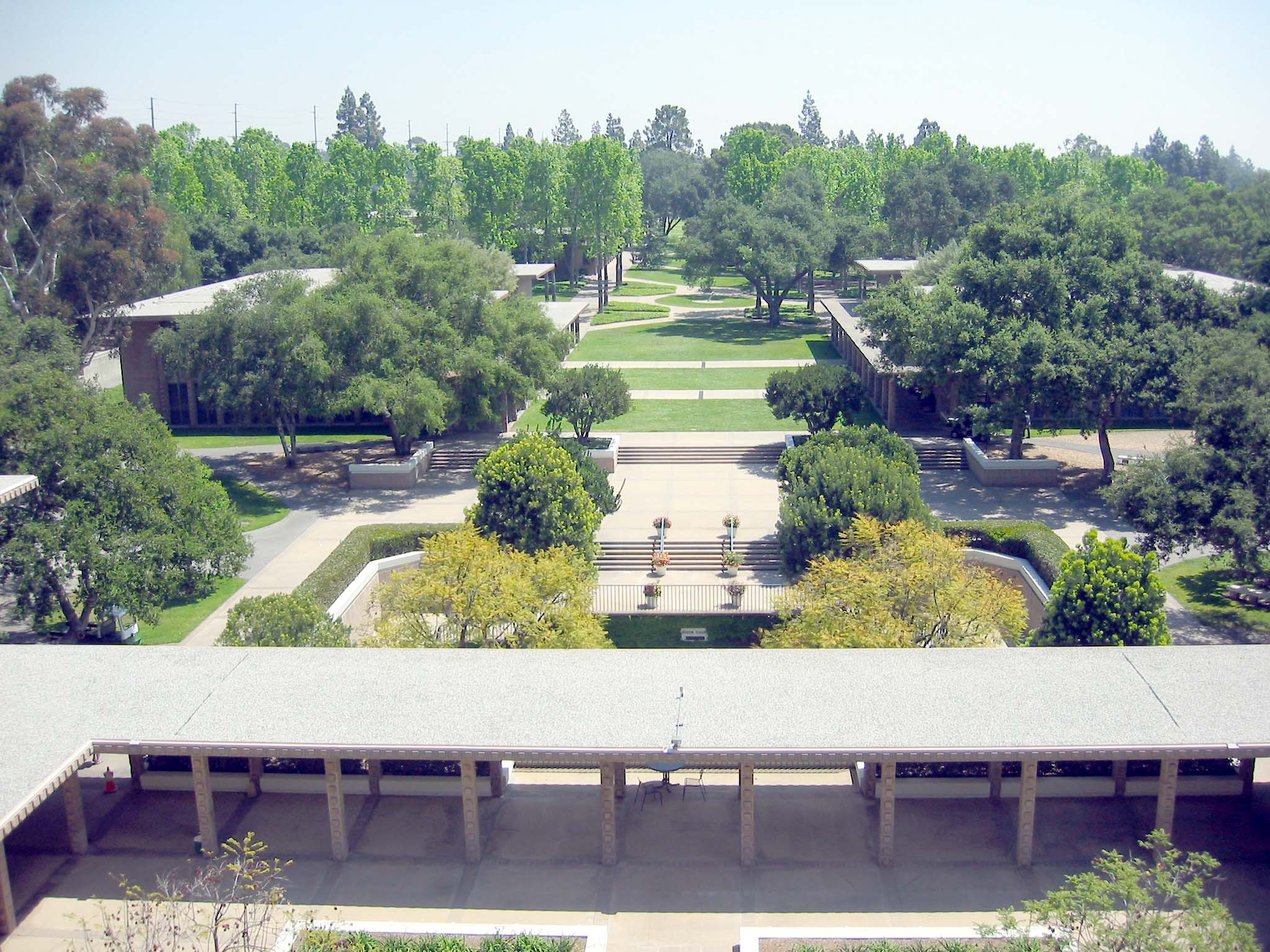
Vista del campus central, desde la Antigua Biblioteca Conmemorativa Norman F. Sprague

- J. Residencia Universitaria L. Atwood ("Atwood") - 1981
- Residencia Case ("Case") - 1985
- Residencia Ronald y Maxine Linde ("Linde") - 1993
- Residencia Frederick y Susan Sontag ("Sontag") - 2004
- Residencia Wayne y Julie Drinkward ("Drinkward")[17] - 2015
- Casa Garrett - terminada en 1959 como casa del presidente, convertida en residencia universitaria en 2023

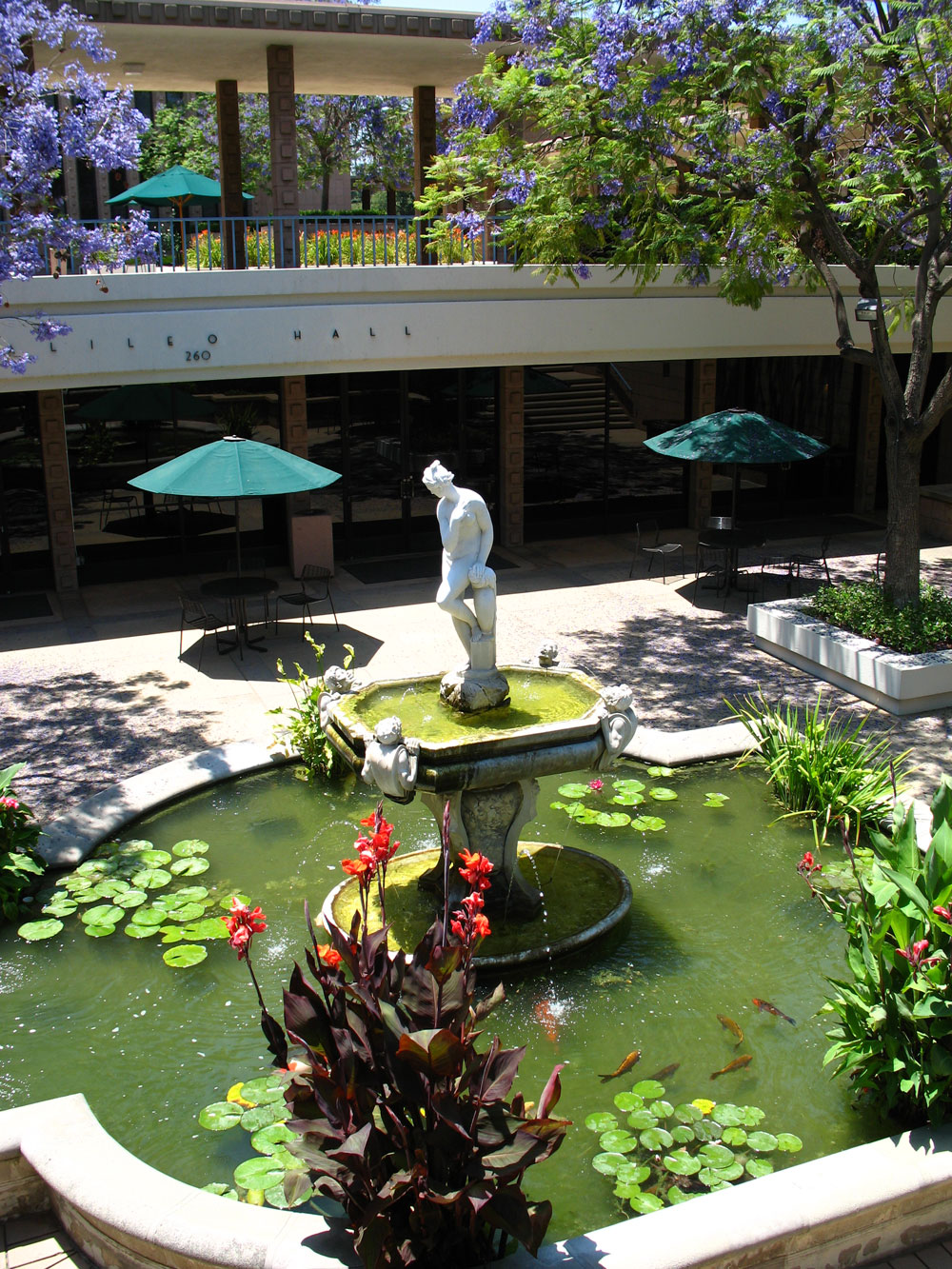
Sala Galileo y Patio Hixon

Hasta que se añadieron las residencias Linde y Sontag, las residencias Atwood y Case se denominaban en ocasiones Nueva Residencia y Nueva Residencia II; Mildred E. Mudd Hall y Marks Hall se denominan casi siempre Residencia Este y Residencia Sur.
Durante la construcción de Case Dorm, algunos estudiantes decidieron como broma mover todas las estacas de medición exactamente 15 centímetros en una dirección.
El primer dormitorio fue el "Este", pero no fue hasta que se construyó el "Oeste", al oeste del primero, que se empezó a llamar "Este". Después se construyó "Norte", justo al norte de "Este". Cuando se construyó la cuarta residencia, el pabellón Marks, sólo quedaba una esquina del patio (la noroeste) y un nombre direccional, "Sur". A día de hoy, la residencia "Sur" es la residencia interna del HMC situada más al norte.
Los dormitorios quinto, sexto, séptimo, octavo y noveno construidos son Atwood, Case, Linde, Sontag y Drinkward, respectivamente. Al principio, algunos estudiantes se referían a ellos como "las colonias", en referencia al hecho de que eran más nuevos y se encontraban en el extremo más alejado del campus; en la actualidad, estos dormitorios se conocen más comúnmente como "los dormitorios exteriores", mientras que los cuatro dormitorios direccionales se denominan "los dormitorios interiores". La universidad había comprado inicialmente un edificio de apartamentos adyacente a los nuevos dormitorios para alojar a más estudiantes, pero fue demolido para hacer sitio a Sontag.
Dado que cualquier estudiante del HMC, independientemente de su curso, puede vivir en cualquiera de los dormitorios, varios de ellos han acumulado tradiciones y las llamadas "personalidades".

## Estudios

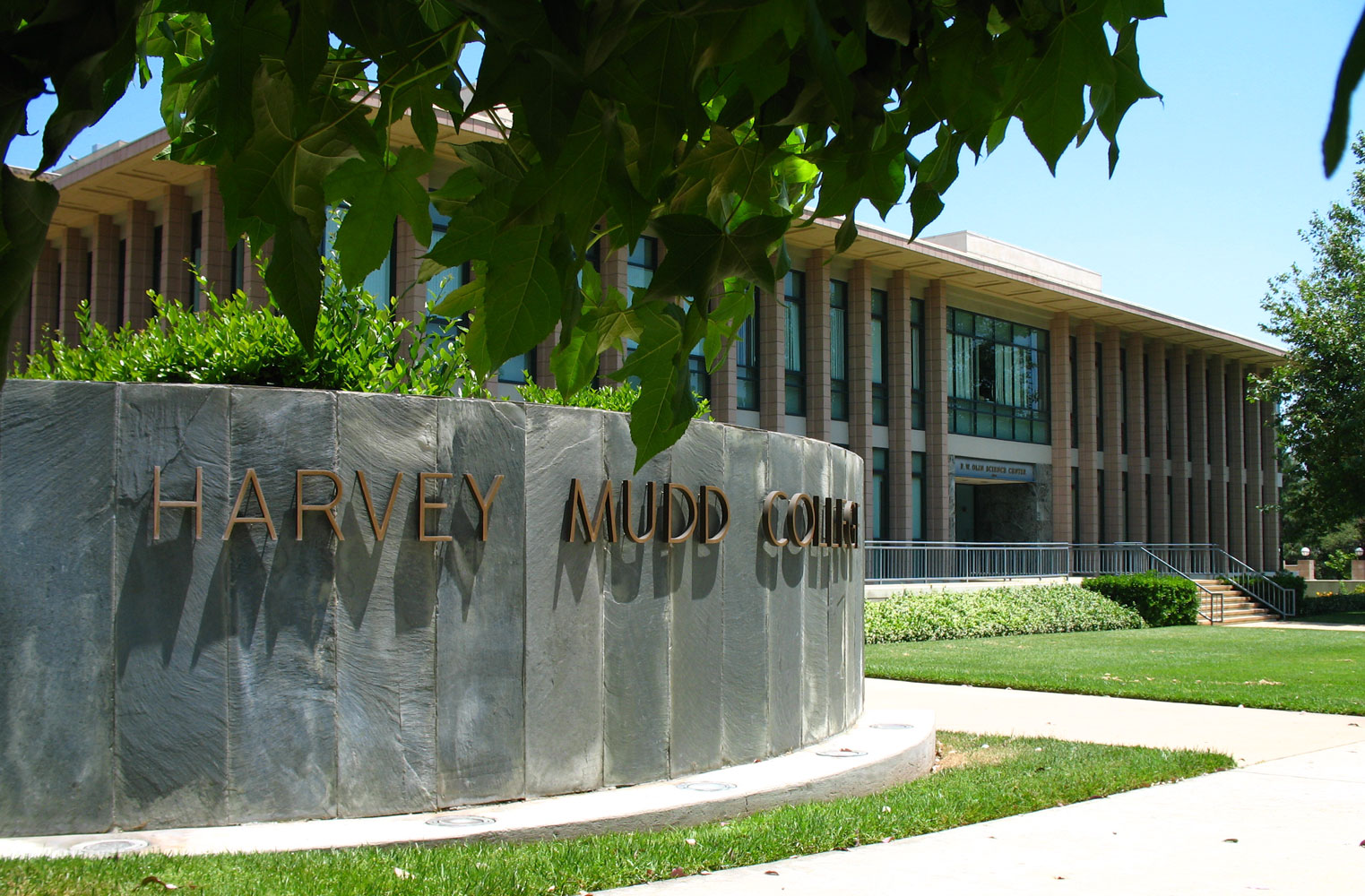
Entrada del Harvey Mudd College por la avenida Dartmouth.

El HMC ofrece titulaciones de cuatro años en Química, Matemáticas, Física, Informática, Biología e Ingeniería, titulaciones interdisciplinares en Biología Matemática y Computacional, y titulaciones conjuntas en Informática y Matemáticas; Informática y Física; Física y Matemáticas; y Biología y Química. Los estudiantes también pueden elegir un Programa Individual de Estudios (IPS) o una especialización fuera del campus ofrecida por cualquiera de los otros Claremont Colleges, siempre que también completen una especialización menor en uno de los campos técnicos que Harvey Mudd ofrece como especialización.
Todos los estudiantes de HMC deben cursar el plan de estudios básico común de la universidad, por lo general a lo largo de su primer y segundo año. Esto incluye cursos de Informática, Ingeniería, Biología, Química, Física, Matemáticas, Redacción, un curso de investigación crítica y un curso de impacto social.
Sus carreras más populares, según los graduados de 2023, fueron:
1. Informática (55)
2. Ingeniería (53)
3. Informática y Matemáticas (44)
4. Matemáticas (16)

En 2018, el Chronicle of Higher Education informó que, en respuesta a las "quejas de los estudiantes primero a los consejeros de Salud Mental y luego a los evaluadores externos", la universidad estaba "considerando cómo aliviar la presión sobre los estudiantes sin sacrificar el rigor."

### Admisiones
Para la promoción de 2026, la universidad recibió 4.440 solicitudes y admitió a 593 solicitantes (una tasa de aceptación del 13,4%). De los 237 estudiantes de primer año que se matricularon, el 50% de las puntuaciones SAT fueron 760-790 en matemáticas y 720-770 en lectura y escritura, mientras que el ACT Composite osciló entre 34 y 36 puntos.
Harvey Mudd, junto con la Universidad Wake Forest, fueron durante mucho tiempo las últimas universidades de cuatro años de EE. UU. que sólo aceptaban las puntuaciones del SAT y no las del ACT para la admisión. En agosto de 2007, al comienzo del proceso de solicitud para la clase de 2012, HMC comenzó a aceptar los resultados del ACT, un año después de que Wake Forest abandonara su anterior política de sólo SAT.
Debido a la pandemia de COVID-19, Harvey Mudd renunció al requisito de los resultados SAT o ACT para las clases de graduados de 2021 o 2022. Esta política se extendió a las clases de 2023 y 2024.
La universidad es ciego a las necesidades de los solicitantes nacionales.

### Rankings
Washington Monthly clasificó a Harvey Mudd en el quinto lugar en 2020 entre 218 universidades de artes liberales en los Estados Unidos en función de su contribución al bien público, medido por la movilidad social, la investigación y la promoción del servicio público. La revista Money clasificó a Harvey Mudd en el puesto 136 de 744 en su informe " Las mejores universidades por tu dinero 2019".
En el informe "Las mejores universidades de Estados Unidos" de 2021 de Noticias de EE. UU. e Informe Mundial, Harvey Mudd College está empatada en el puesto 25 de las mejores universidades de artes liberales de Estados Unidos, es la segunda entre las escuelas de ingeniería de grado de Estados Unidos cuyo título más alto es un máster, y está clasificada empatada en el sexto puesto de "Escuela más innovadora" entre 50 universidades de artes liberales evaluadas. Forbes la clasificó en 2019 en el puesto 23 de su ranking " Las mejores universidades de Estados Unidos" entre 650 academias militares, universidades nacionales y universidades de artes liberales.

## Matrícula y otros gastos
En 2021, el coste total anual de asistencia a Harvey Mudd (matrícula, tasas y alojamiento y manutención) fue de 82.236 dólares. Alrededor del 70% de los estudiantes de primer año reciben ayuda financiera.

## Vida estudiantil

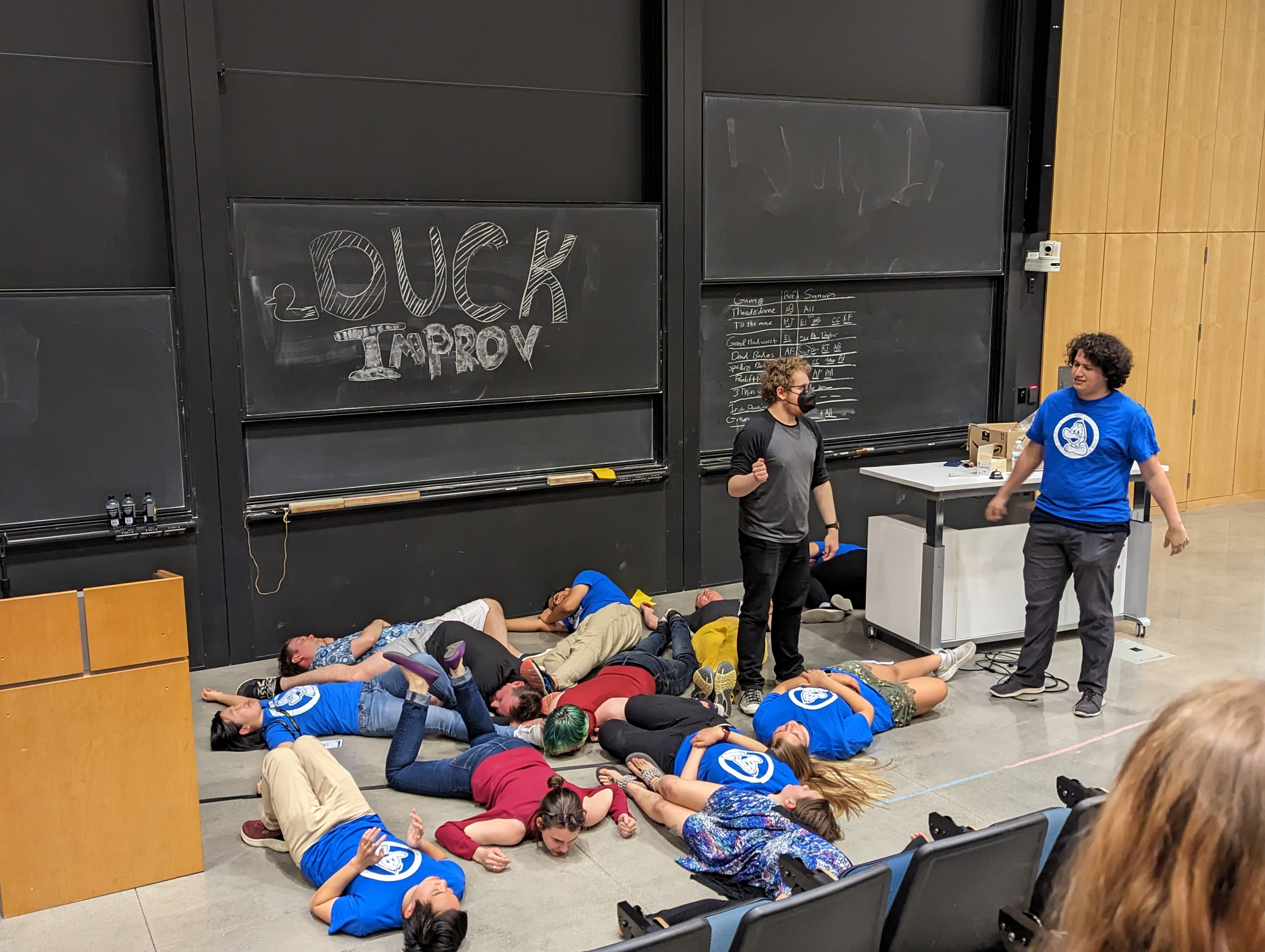
Un espectáculo de improvisación a cargo de "¡Pato!", de Harvey Mudd.

### Deportes
Los atletas de Harvey Mudd compiten junto a los de Claremont McKenna College y Scripps College como los ciervos Claremont-Mudd-Scripps y Athenas (CMS). Los equipos participan en la División III de la NCAA en la Conferencia Atlética Interuniversitaria del Sur de California (SCIAC). La mascota de los equipos masculinos es Stanley el ciervo, y la de los equipos femeninos son las Athenas. Sus colores son el cardenal y el oro.
Según la clasificación de la Copa del Director Learfield de otoño de la División III para el año 2016-2017, CMS ocupa el puesto 12 entre todos los programas de la División III, y el primero entre las universidades SCIAC.
El otro combinado deportivo de los Claremont Colleges, y principal rival de CMS, es el equipo formado por Pomona College y Pitzer College conocido como Pomona-Pitzer Sagehens (PP). Esto es conocido por los estudiantes como la Rivalidad de la Sexta Calle.

#### Instalaciones deportivas
- Béisbol - Campo Bill Arce
- Baloncesto y Voleibol - Pabellón Roberts
- Fútbol y Lacrosse - Campo John Zinda
- Softball - Campo de Softball
- Fútbol - Campo John Pritzlaff
- Deportes acuáticos - Piscina Matt M. Axelrood
- Tenis - Centro de Tenis Familiar Biszantz
- Atletismo - Complejo de Atletismo Burns[39]

### Relaciones con Caltech
El Instituto de Tecnología de California (Caltech), otra universidad con especialización en ciencias naturales e ingeniería, se encuentra a 42 km del Harvey Mudd College. Los alumnos de Mudd se divierten de vez en cuando bromeando con Caltech. Por ejemplo, en 1986, unos estudiantes de Mudd robaron un cañón conmemorativo de la Fleming House de Caltech (originalmente de la Guardia Nacional) disfrazándose de personal de mantenimiento y llevándoselo en un camión de plataforma para "limpiarlo". Los estudiantes acabaron devolviendo el cañón después de que Caltech amenazara con emprender acciones legales. En 2006, el Instituto de Tecnología de Massachusetts (MIT) repitió la broma y trasladó el mismo cañón a su campus de Cambridge (Massachusetts).

## Alumnos notables
Entre los exalumnos destacados del Harvey Mudd College figuran:
- Donald D. Chamberlin (1966), coinventor de SQL
- Richard H. Jones (1972), diplomático, embajador de Estados Unidos en Israel
- Stan Love (1987), astronauta
- George "Pinky" Nelson (1972), astronauta
- Sean "Day9" Plott, comentarista de deportes electrónicos y diseñador de juegos
- Jennifer Holmgren, consejera delegada de LanzaTech